# بييري سانيا
بييري سانيا (بالفرنسية: Pierre Sagna)‏ (21 أغسطس 1990 بداكار في السنغال - ) هو لاعب كرة قدم فرنسي في مركز الدفاع.

## روابط خارجية
- بييري سانيا على موقع قاعدة بيانات كرة القدم.إي يو (الإنجليزية)
- بييري سانيا على موقع ليكيب (الفرنسية)
- بييري سانيا على موقع Soccerway.com (الإنجليزية)
- بييري سانيا على موقع AS.com (الإسبانية)